# Bezirk Ulanów
Bezirk Ulanów – dawny powiat (Bezirk) kraju koronnego Królestwo Galicji i Lodomerii, funkcjonujący w latach 1854–1867. Siedzibą starostwa było miasteczko Ulanów.

## Historia
Bezirk Ulanów utworzono w ramach reformy uwłaszczeniowej z okresu Wiosny Ludów (1848–1849), która likwidowała jurysdykcję właściciela ziemskiego nad poddanymi. W Galicji, dominium – jako podstawowa jednostka administracyjna i filar systemu feudalnego straciło rację bytu. Konieczne stało się zatem wprowadzenie nowego systemu administracyjnego, którego zręby powstały w latach 1851–1855. Nowy trójstopniowy podział administracyjny objął 21 cyrkułów (niem. Kreise), 179 małych powiatów (niem. Bezirke) i ponad 6000 gmin (niem. Gemeinde). 
Bezirk Ulanów objął obszar o wielkości 6,0 mil², zamieszkany przez 15.557 ludzi i podzielony na 24 gminy katastralne, w tym jedno miasteczko (Ulanów). Wszedł w skład cyrkułu rzeszowskiego, jako jeden z jego jedenastu powiatów. Na wshodzie wschodzie graniczył z Imperium Rosyjskim.
Po nadaniu Galicji autonomii oraz powołaniu samorządu gminnego i powiatowego w 1865 zlikwidowano cyrkuły (Kreise). Dotychczasowe małe powiaty (Bezirke) w liczbie 179, utrzymały się do 1867 roku, kiedy to w następstwie kolejnej reformy administracyjnej (23 stycznia 1867) zostały zastąpione przez 74 większych powiatów. Obszar zniesionego Bezirk Ulanów wszedł wtedy prawie w całości w skład nowego powiatu niskiego oraz częściowo powiatu tarnobrzeskiego (jedynie gmina Ruda Jastkowska).

## Podział administracyjny (1854)
| Lp. | Gmina jednostkowa                                                                         | Powierzchnia | Ludność | Powiat w 1867 po zniesieniu |
| --- | ----------------------------------------------------------------------------------------- | ------------ | ------- | --------------------------- |
| 1   | Ulanów (m) ze Zwolakami                                                                   | 1695         | 2770    | niski                       |
| 2   | Bieliniec                                                                                 | 590          | 261     | niski                       |
| 3   | Wólka Bielińska                                                                           | 250          | 196     | niski                       |
| 4   | Bieliny z Mokradłem                                                                       | 1575         | 622     | niski                       |
| 5   | Bukowina                                                                                  | 1400         | 225     | niski                       |
| 6   | Dąbrowica                                                                                 | 2320         | 431     | niski                       |
| 7   | Glinianka                                                                                 | 2070         | 448     | niski                       |
| 8   | Zarzecze                                                                                  | 3275         | 1204    | niski                       |
| 9   | Dąbrówka z Dyjakami, Rudą Tanewską i Borkami                                              | 3245         | 843     | niski                       |
| 10  | Golce                                                                                     | 3375         | 279     | niski                       |
| 11  | Kurzyna Wielka                                                                            | 2935         | 267     | niski                       |
| 12  | Kurzyna Mała                                                                              | 2935         | 513     | niski                       |
| 13  | Rauchersdorf                                                                              | 2935         | 307     | niski                       |
| 14  | Wólka Tanewska                                                                            | 1625         | 578     | niski                       |
| 15  | Huta Deręgowska                                                                           | 3285         | 349     | niski                       |
| 16  | Jarocin z Jackowem, Szwedami, Nalepami, Maydanem, Sokalami, Jeżami, Mostkami i Deputatami | 7220         | 1314    | niski                       |
| 17  | Ruda Jastkowska                                                                           | –            | 250     | tarnobrzeski                |
| 18  | Bukowa (vel Domostawy)                                                                    | 1155         | 622     | niski                       |
| 19  | Zdziary                                                                                   | 805          | 324     | niski                       |
| 20  | Szyperki                                                                                  | 960          | 391     | niski                       |
| 21  | Katy i Kutyły                                                                             | 1005         | 235     | niski                       |
| 22  | Pysznica z Szewczykami                                                                    | 5930         | 1877    | niski                       |
| 23  | Kłyżów ze Słomianą                                                                        | 2160         | 962     | niski                       |
| 24  | Studzieniec                                                                               | 3415         | 289     | niski                       |

Objaśnienie:
(M) = miasto; (m) = miasteczko